# أناتولي بابانوف
أناتولي دميترييفيتش بابانوف (الروسية: Анато́лий Дми́триевич Папáнов) (مواليد 31 أكتوبر 1922 في فيازما - الوفاة 5 أغسطس 1987 في موسكو)، هو ممثل روسي بدأ مسيرته الفنية سنة 1946. وهو يعتبر أحد أشهر الممثليين الكوميديين في روسيا والاتحاد السوفيتي سابقاً، ومنح لُقب «فنان الشعب» عام 1973. قام بأداء 50 دوراً مختلفاً على مسرح ساتيرا في موسكو لمدة 40 سنة، وبدأ صيته ينتشر في السنما الروسية في مطلع الستينات في فيلم أحياء وأموات، أما أول مشاركاته الأكاديمية الناجحة كانت بفيلم الذراع الألماسية من إخراج  ليونيد هايداي سنة (1968). وحقق شهرة واسعة بعد تمثيله في المسلسل الكوميدي 12 كرسيا. وحاز بابانوف على جائزة الدولة السوفيتية لقاء أدائه دور كوباليتش في فيلم الصيف البارد عام 1953.

## الأعمال
- الصيف البارد عام 1953
- شيريخان
- حسنا، فقط عليك الانتظار

## روابط خارجية
- أناتولي بابانوف على موقع IMDb (الإنجليزية)
- أناتولي بابانوف على موقع ميوزك برينز (الإنجليزية)
- أناتولي بابانوف على موقع أول موفي (الإنجليزية)
- أناتولي بابانوف على موقع قاعدة بيانات الأفلام السويدية (السويدية)
- أناتولي بابانوف على موقع قاعدة بيانات الفيلم (الإنجليزية)
- أناتولي بابانوف على موقع كينوبويسك (الروسية)